# Johann Peter Pixis

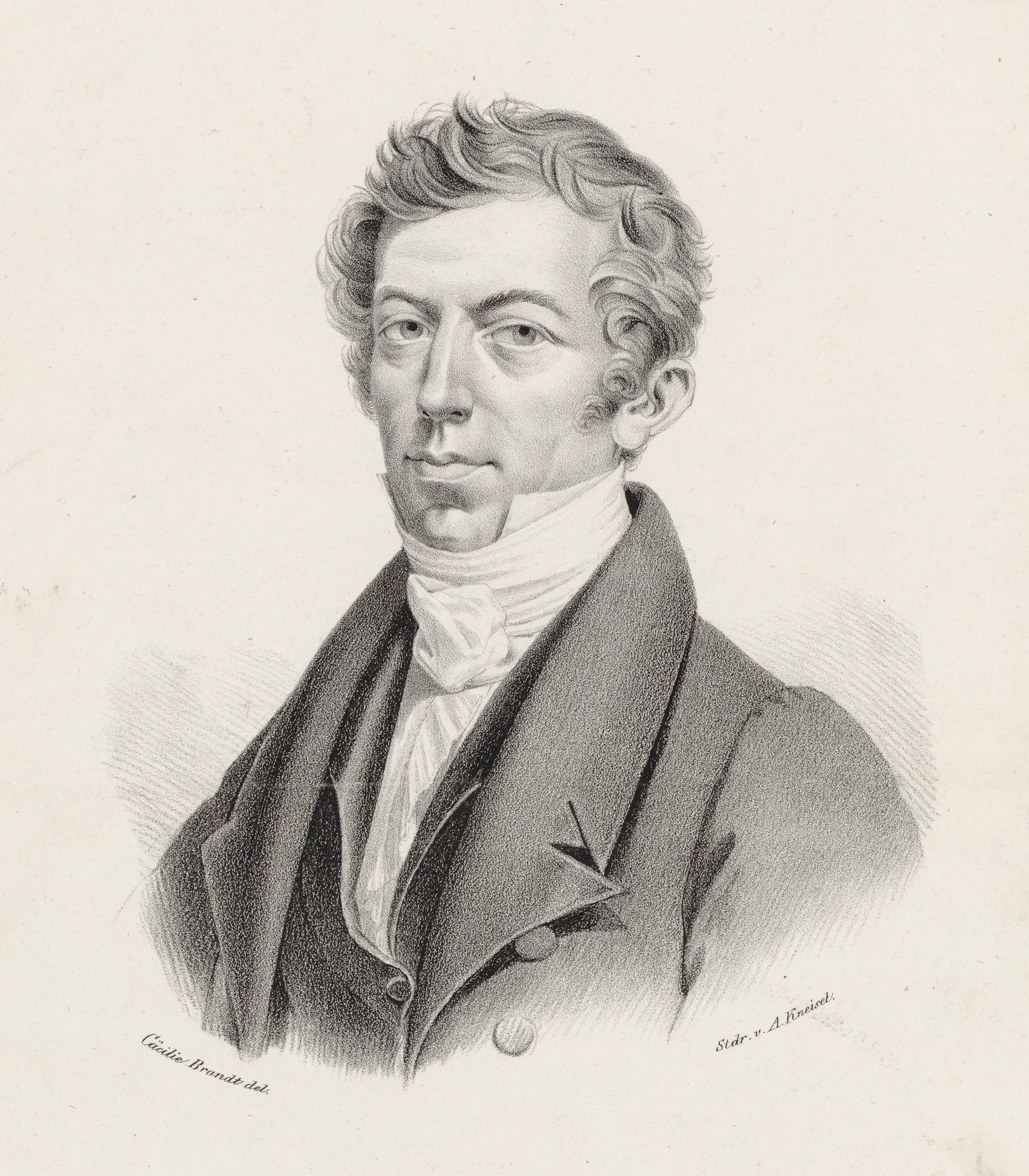
Johann Peter Pixis, Stich von August Kneisel nach Cäcilie Brandt

Johann Peter Pixis (* 10. Februar 1788 in Mannheim; † 22. Dezember 1874 in Baden-Baden) war ein deutscher Pianist und Komponist.

## Leben
Johann Peter Pixis war der Sohn des Mannheimer Organisten Friedrich Wilhelm Pixis (1755–1805) und Bruder des Geigers Friedrich Wilhelm Pixis. Eine erste Ausbildung erhielten die beiden Brüder vom Vater. Johann Peter Pixis trat 1794 erstmals öffentlich auf und war ab dem 9. Lebensjahr mit seinem drei Jahre älteren Bruder, ab 1797 auf Konzertreisen. So machte der Vater mit seinen beiden, damals als Wunderkinder betrachteten Söhnen,  Konzertreisen durch Deutschland, Dänemark, Russland und Polen.
In Wien war Pixis in den Jahren 1807 und 1808 Schüler von Johann Georg Albrechtsberger und trat dort unter anderem mit Ludwig van Beethoven, Giacomo Meyerbeer und Franz Schubert in Kontakt. In Wien blieb er mit kurzen Unterbrechungen bis 1823, wo er vergeblich versucht hatte eine Karriere als Opernkomponist zu machen. Im Jahr 1825 übersiedelte er nach Paris, wo er als geschätzter Pianist und begehrter Kammermusikpartner wirkte. Auf dem Höhepunkt seiner Laufbahn um 1830 gehörte Johann Peter Pixis zu den erfolgreichsten Pianisten seiner Zeit.
Frédéric Chopin widmete ihm seine 1834 erschienene Fantasie für Klavier und Orchester über polnische Themen op. 8.
Ab 1840 ließ er sich in Baden-Baden nieder, zog sich weitgehend aus der Öffentlichkeit zurück und unterrichtete seine Adoptivtochter, die Opernsängerin Francilla Pixis (1816–1888) und seinen Neffen Theodor Pixis (1831–1856).
Pixis verfasste musikgeschichtlich wertvolle Erinnerungen, darunter über Ludwig van Beethoven. Die umfangreichen Memoiren, die lange Zeit als verschollen galten, befinden sich in Privatbesitz. Eine wissenschaftlich-kritische Edition ist in Vorbereitung.

## Werke (Auswahl)
Opern
- Almazinde oder die Höhle Sesam (Libretto: Heinrich Schmidt), romantische Oper in drei Akten (11. April 1820 Wien, Theater an der Wien)
- Der Zauberspruch (Georg von Hofmann nach Carlo Gozzi) romantische Oper in zwei Akten (25. April 1822 ebenda)
- Bibiana oder Die Kapelle im Walde (Louis Lax nach einer Novelle von Heinrich Cuno), romantische Oper in drei Akten (8. Okt. 1829 Aachen), 1830 Paris, Théâtre-Italien; 1830 Prag

Operette
- Die Sprache des Herzens (Libretto: Johann Peter Lyser), Operette in einem Akt (15. Jan. 1836 Berlin)

Instrumentalmusik
- Concertino für Klavier und Orchester op. 68 (Leipzig, 1826)
- Klavierkonzert in C-Dur op. 100  (Wien, 1826)
- Quatuor pour piano, violon, alto et violoncello op. 4
- Quintuor pour le piano-forte, violon, alto, violoncelle et contrebasse op. 99
- Grand Trio pour Pianoforte, Violon et Violoncelle op. 75
- Second Grand Trio pour Pianoforte, Violon et Violoncelle op. 86
- Troisième Grand Trio pour Pianoforte, Violon et Basse op. 95
- Quatrième Grand Trio pour Pianoforte, Violon et Violoncelle op. 118
- Cinquième Grand Trio pour Pianoforte, Violon et Violoncelle op. 129
- Sixième Grand Trio pour Pianoforte, Violon et Violoncelle op. 139
- Septième Grand Trio pour Pianoforte, Violon et Violoncelle op. 147
- Fantaisie militaire, für Klavier und Orchester op. 121 (Leipzig, 1833)